# Centrodoras brachiatus
Centrodoras brachiatus är en fiskart som först beskrevs av Cope 1872.  Centrodoras brachiatus ingår i släktet Centrodoras och familjen Doradidae. Inga underarter finns listade i Catalogue of Life.